# Batracomorphus cyprian
Batracomorphus cyprian är en insektsart som beskrevs av Knight 1983. Batracomorphus cyprian ingår i släktet Batracomorphus och familjen dvärgstritar. Inga underarter finns listade i Catalogue of Life.